# Phoroncidia septemaculeata
Phoroncidia septemaculeata är en spindelart som beskrevs av O. Pickard-Cambridge 1873. Phoroncidia septemaculeata ingår i släktet Phoroncidia och familjen klotspindlar.
Artens utbredningsområde är Sri Lanka. Inga underarter finns listade i Catalogue of Life.